# Nothing Suits Me Like a Suit
《Nothing Suits Me Like a Suit》（直译为：没有什么比西装更适合我）是一首出自情境喜剧《老爸老妈的浪漫史》第100集《Girls Versus Suits》当中的一首单曲，由尼尔·帕特里克·哈里斯及剧中其他主演演唱。歌曲的创作者卡特·贝茨（Carter Bays）和克雷格·托马斯（Craig Thomas）因为这首歌曲获得了“艾美奖黄金时段杰出原创歌曲及歌词”的提名。
这首歌曲也被收录到于2012年发行的《How I Met Your Music: Original Songs from the Hit Series》剧集原声音乐专辑中。

## 背景
这首歌是《老爸老妈的浪漫史》第100集《Girls Versus Suits》（第五季第12集）中的一首插曲，是剧中哈里斯饰演的角色巴尼·史廷森关于保留他的西装还是和酒吧的女招待（由史黛希·姬伯乐客串饰演）进行一夜情的所思考内容的一段插叙。这一集于2010年1月11日放映，随后第二天作为单曲发行。剧中共有75名舞者和一个50人的管弦乐队参与了表演，是由电视音乐剧《欢乐合唱团》的编舞扎克·乌德勒（Zach Woodlee）设计的舞蹈动作。《欢乐合唱团》中的演员海瑟·莫里斯（Heather Morris）也参与了表演。

## 销售榜单
这首歌登上了英国单曲排行榜的第50名，在加拿大百强单曲榜登上了第76名的位置。

### 榜单
| 榜单                                       | 打榜排名 |
| ------------------------------------------ | -------- |
| 澳大利亚唱片业协会榜                       | 113      |
| 奥地利iTunes榜单（Austrian iTunes Charts） | 3        |
| 加拿大百强单曲榜                           | 76       |
| 英国单曲排行榜                             | 50       |

## 演唱人员
主唱
- 尼尔·帕特里克·哈里斯 饰演 巴尼·史廷森

和声
- 杰森·席格尔 饰演 马修·艾利克森
- 乔什·拉德诺 饰演 泰德·莫斯比
- 艾莉森·汉尼根 饰演 莉莉·艾尔德林
- 寇碧·史莫德斯 饰演 罗宾·舍巴斯基

## 发行历史
| 国家 | 日期          | 形式         |
| ---- | ------------- | ------------ |
| 美国 | 2010年1月11日 | 电视剧集     |
| 美国 | 2010年1月12日 | 数字音乐下载 |